# Joe Dirt
Joe Dirt är en amerikansk komedifilm från 2001 i regi av Dennie Gordon, med David Spade, Brittany Daniel, Dennis Miller och Adam Beach i rollerna.

## Handling
Historien kretsar kring den snälle men enfaldige bondlurken Joe Dirt (David Spade) och hans resa från att han som barn blir övergiven i en soptunna av sin familj till det att han genom ett radioprogram blir världsberömd som den amerikanska drömmen personifierad. I filmen får vi följa hans frejdiga sökande efter sin familj och alla de märkliga karaktärer och saker han stöter på vägen. Bland annat hittar han en meteorit som visar sig vara avföring från en flygplanstoalett, en atombomb som visar sig vara en nedgrävd septitank då han försöker få tag i bilder på sina föräldrar genom att hota ett arkiv. Han stöter även på en vaktmästare (Christopher Walken) med ett mycket tveksamt förflutet.

## Om filmen
Joe Dirt var komikern David Spades genombrott på vita duken (om man bortser från hans tidigare filmer) efter en spirande karriär inom TV, och var en i raden av flamsiga men hjärtliga komedier som skapades i Hollywood under slutet av 1990-talet och början av 2000-talet. Bland producenterna återfinns Adam Sandler och i en liten, men för honom skräddarsydd, roll återfinns Christopher Walken. 

## Rollista
| David Spade         | – Joe Dirt          |
| Brittany Daniel     | – Brandy            |
| Dennis Miller       | – Zander Kelly      |
| Adam Beach          | – Kicking Wing      |
| Christopher Walken  | – Clem              |
| Jaime Pressly       | – Jill              |
| Kid Rock            | – Robby             |
| Erik Per Sullivan   | – Den unge Joe Dirt |
| Megan Taylor Harvey | – Joes lillasyster  |
| Caroline Aaron      | – Joes mamma        |
| Fred Ward           | – Joes pappa        |
| John Farley         | – Säkerhetsvakt     |
| Lee Walker          | – Zeke              |